# Pagemaker
Pagemaker (marknadsfört som PageMaker, och hette tidigare (i marknadsföringssammanhang) Aldus PageMaker och ännu tidigare Aldus Pagemaker) är ett desktop publishing-program (DTP-program) från Adobe Systems. Pagemaker version 1.0 lanserades den 15 juli 1985 för Mac OS System Software 2 och två år senare för Windows 1.0. Programmet utvecklades ursprungligen av företaget Aldus Corporation, och såldes under namnet Aldus Pagemaker. Efter sammanslagningen av Aldus och Adobe fick programmet namnet Adobe Pagemaker. Nu är all utveckling av programmet nedlagd, och Pagemaker har mer eller mindre utkonkurrerats av det modernare och mer avancerade programmet Indesign, som kommer från samma företag.

## Kompatibilitet
Pagemaker går ej att installera på en dator med Windows Vista utan störningar, exempelvis kan man inte konvertera dokument till PDF, och någon uppdatering som skulle möjliggöra detta har Adobe ej planerat att ta fram.